# Cataclysme obscurata
Cataclysme obscurata là một loài bướm đêm trong họ Geometridae.